# Trouble with My Baby
Trouble with My Baby è un singolo della cantante britannica Paloma Faith, pubblicato l'11 agosto 2014 come terzo estratto del suo terzo album in studio A Perfect Contradiction.
La canzone è stata scritta da Paloma Faith, Andrea Martin e Steve Robson.

## Tracce
- Download digitale

1. Trouble with My Baby – 3:00